# Alberto Bica
Alberto Bica, vollständiger Name Alberto Viller Bica Alonso, (* 11. Februar 1958 in Montevideo; † 22. August 2021) war ein uruguayischer Fußballspieler.

## Spielerkarriere

### Verein
Bica, der auf der Position des Rechtsaußen eingesetzt wurde, spielte von 1975 bis 1982 für Nacional Montevideo in der Primera División. Allerdings wird er im Jahr 1977 auch als Spieler des Club Atlético Cerro geführt. In den Spielzeiten 1977 und 1980 gewann sein Verein Nacional Montevideo die Uruguayische Meisterschaft. 1980 siegte man in der Copa Libertadores. Bica wirkte in beiden Finalspielen gegen den SC Internacional von Beginn an mit. Durch einen 1:0-Sieg am 11. Februar 1981 über Nottingham Forest, bei dem er in der Startaufstellung stand, holte er mit diesem Verein den Weltpokal des Jahres 1980. Ebenfalls kam er im Entscheidungsspiel um die Copa Interamericana 1981 zum Zug. Nacional unterlag jedoch gegen den mexikanischen Verein UNAM Pumas. Es folgten Karrierestationen von 1983 bis 1984 in Argentinien bei River Plate, von 1984 bis 1985 in Kolumbien bei Deportivo Cali und in der Saison 1985/86 wiederum in Argentinien bei San Lorenzo de Almagro. In der Spielzeit 1986/87 stand er bei Unión de Santa Fe unter Vertrag. Dort lief er in 25 Ligaspielen auf und schoss zwei Tore. Auch in der Saison 1987/88 gehörte er dem Kader an. 1988 schloss er sich sodann River Plate Montevideo an. Von 1989 bis 1990 spielte er für Racing. Danach setzte er seine Karriere in Honduras bei San Pedro (1991), Petrolera (1992 bis 1995) und Deportivo Progreso (1996) fort. 1997 spielte er in Costa Rica für Guanacaste. Seine letzte Karrierestation war 1998 Atlético Marte in El Salvador.

### Nationalmannschaft
Bica gehörte der uruguayischen U-20-Nationalmannschaft an, die 1977 an der U-20-Südamerikameisterschaft in Venezuela teilnahm und den Titel gewann. Im Verlaufe des Turniers wurde er von Trainer Raúl Bentancor siebenmal (ein Tor) eingesetzt. Auch war er Teil des Kaders bei der Junioren-Weltmeisterschaft 1977, bei der Uruguay den vierten Platz belegte. Im Rahmen der WM wurde er fünfmal eingesetzt und traf einmal ins gegnerische Tor. Er war auch Mitglied der A-Nationalmannschaft Uruguays, für die er zwischen dem 31. Mai 1979 und dem 29. April 1981 neun Länderspiele absolvierte, bei denen er einen Treffer erzielte. Mit der Celeste nahm er an der Copa América 1979 teil. 1979 gewann er mit Uruguay die Copa Juan Pinto Durán.

### Erfolge
- Weltpokal: 1980
- Copa Libertadores: 1980
- Uruguayischer Meister: (1977), 1980
- U-20-Südamerikameister: 1977
- Copa Juan Pinto Durán: 1979

## Trainertätigkeit
Mindestens seit Januar 2013 war Bica Trainer der U-16 von Nacional Montevideo.